# Anidrytus bechyneorum
Anidrytus bechyneorum es una especie de coleóptero de la familia Endomychidae.

## Distribución geográfica
Habita en Venezuela.